# Чемпионат Европы по борьбе 1913
Неофициальный чемпионат Европы по борьбе 1913 года прошёл в городе Будапешт (Австро-Венгрия). Участники соревновались только в греко-римской борьбе.

## Греко-римская борьба

### Медали
| Место | Страна  | Золото | Серебро | Бронза | Всего |
| ----- | ------- | ------ | ------- | ------ | ----- |
| 1     | Венгрия | 3      | 3       | 3      | 9     |
| 2     | Швеция  | 2      | 1       | 0      | 3     |
| 3     | Дания   | 0      | 1       | 0      | 1     |
| 4     | Австрия | 0      | 0       | 2      | 2     |

### Медалисты
| Вес           | Золото         | Серебро            | Бронза       |
| до 60 кг      | Андраш Соски   | Миклош Брезнотич   | Имре Кобор   |
| до 67,5 кг    | Эдён Радвань   | Готтфрид Свенссон  | Виктор Фишер |
| до 75 кг      | Клас Юханссон  | Арпад Мишкеи       | Йожеф Шугар  |
| до 82,5 кг    | Бела Варга     | Харальд Кристенсен | Йожеф Мароти |
| свыше 82,5 кг | Андерс Альгрен | Тибор Фишер        | Эмиль Вастль |